# Bocula nigrinsula
Bocula nigrinsula là một loài bướm đêm thuộc họ Noctuidae. Nó được tìm thấy ở Borneo.
Sải cánh dài khoảng 15 mm.